# 天建
天建（524年六月—527年九月）是北魏時期关陇起义領導莫折念生的年号，共计3年餘。

## 纪年
| 天建 | 元年  | 二年  | 三年  | 四年  |
| 公元 | 524年 | 525年 | 526年 | 527年 |
| 干支 | 甲辰  | 乙巳  | 丙午  | 丁未  |

## 參看
- 中国年号索引
- 同期存在的其他政权年号
  - 普通（520年正月—527年三月）：南朝梁梁武帝萧衍的年号
  - 大通（527年三月—529年九月）：南朝梁梁武帝萧衍的年号
  - 正光（520年七月—525年六月）：北魏政权北魏孝明帝元詡年号
  - 孝昌（525年六月—528年正月）：北魏政权北魏孝明帝元詡年号
  - 真王（523年三月—525年六月）：北魏時期六鎮領導破六韩拔陵年号
  - 天啓（525年正月—三月）：北魏時期領導元法僧年号
  - 真王（525年八月—528年二月）：北魏時期領導杜洛周年号
  - 神嘉（525年十二月—535年三月）：北魏時期領導劉蠡升年号
  - 魯興或普興（526年正月—八月）：北魏時期領導鮮于修禮年号
  - 始建：北魏時期領導陳雙熾年号
  - 廣安（526年九月—528年九月）：北魏時期領導葛荣年号
  - 天授（527年七月）：北魏時期領導劉獲、鄭辯年号
  - 隆緒（527年十月—528年正月）：北魏時期領導萧宝夤年号
  - 義熙：高昌政权麴嘉年号
  - 甘露：高昌政权麴光年号